# Diva (canción de Beyoncé)
«Diva» es una canción del género R&B de la cantante estadounidense Beyoncé, grabada para su tercer álbum de estudio, I am... Sasha Fierce. La canción se eligió más tarde como tercer sencillo oficial y fue producido y escrito por Knowles, Shondrae "Bangladesh" Crawford y Sean Garrett.
El video musical fue filmado a finales de noviembre y dirigido por Melina Matsoukas, quien trabajó con Knowles durante varios vídeos musicales para su DVD B'Day Anthology Video Album.
Según Nielsen SoundScan, hasta octubre de 2012, «Diva» vendió 1 037 000 descargas en Estados Unidos, donde se convirtió en el quinto sencillo más vendido de I Am... Sasha Fierce.
Una versión de la canción, interpretada por Alex Newell, Heather Morris, Jenna Ushkowitz, Darren Criss y Melissa Benoist, apareció en un episodio de la cuarta temporada de la serie de televisión estadounidense Glee.

## Estilo

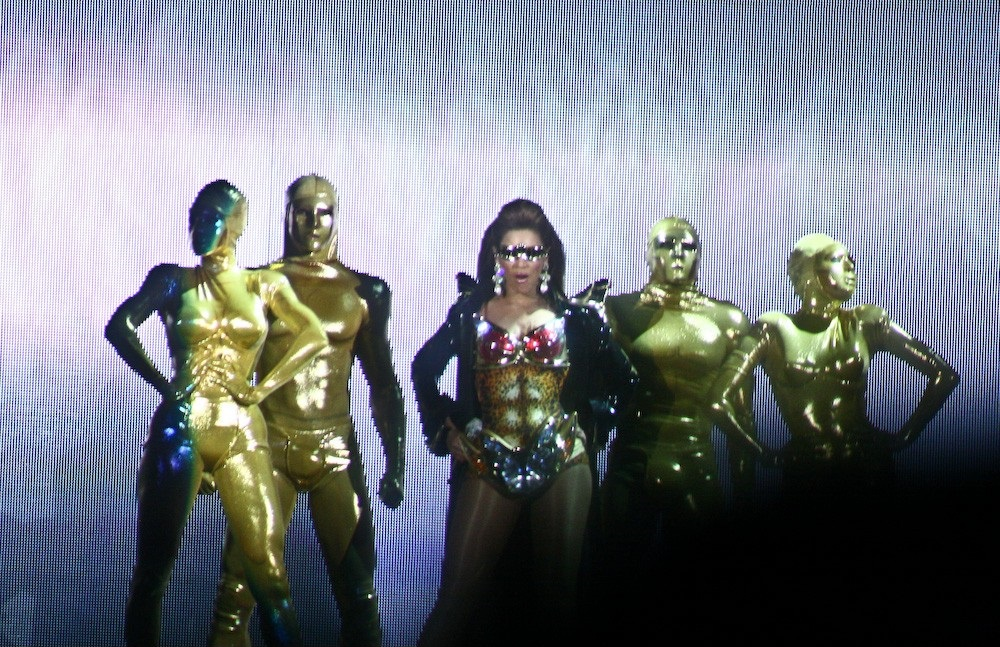
Beyonce interpretando Diva durante el I Am... Tour en 2009.

"Diva" en gran medida se asemeja a la canción "A Milli" de Lil Wayne. Esto se debe a que ambas son producidas por el mismo productor, Bangladesh. En una entrevista por Myspace, Beyoncé se le preguntó si ella hízo la canción de modo que ambos sonaran tan igual o que hable de la contraparte de "A Milli" de Lil Wayne, ya que se asemeja a Irreplaceable. Sin embargo dijo que era solo por los mismos productores y no se hizo intencionalmente, sin embargo si se toma como la contraparte femenina "A Milli" y que eso está bien.
El único remix hecho hasta ahora fue producido solamente por Ciara.

## Video musical
El estrenó del video musical se hizo en iTunes en torno a la medianoche el lunes 22 de diciembre simultáneamente con el videoclip de "Halo". El video comienza mostrando la descripción de la palabra "Diva" en un diccionario. El video continua enseñando los alrededores de un almacén, donde está aparcado un viejo Cadillac con el maletero abierto y lleno de partes de maniquís, es entonces cuando entra a escena la cantante, andando sobre unos grandes tacones, pantalones de pitillo y una coleta engominada mientras tapa sus ojos con una grafas de cortina, a la misma vez que suena la intro de la canción. Beyonce aparece frente a la puerta del lmacen y entra, mientras aparecen dos bailarinas y la cantante bailando. Durante el segundo trozo del video, Beyoncé enciende los interruptores de luz y es vista entre dos cadenas. Cuando canta la parte "La diva consigue mucho dinero", abre un abanico hecho con billetes de 100 dólares. Durante el puente hacia el descanso, Beyoncé baila junto a una luz de neon, a continuación, durante el descanso, Beyoncé se encuentra sudando mientras baila pasos robóticos entre estatuas de oro. Durante el último coro, Beyoncé se encuentra bailando en una vidriera con otro cambio de vestuario. El traje que luce la cantante frente a la vidriera es el mismo que uso Jennifer Lopez para un Photoshoot en 1998 en Cannes. 
Cuando la canción termina, Beyoncé aparece a las puertas del almacén, enciende un puro mientras suena la canción "Video Phone" y lanza el encendedor al maletero del coche, es entonces cuando tras ella, el Cadillac explota.

## Posiciones
La canción apareció en el puesto número 5 de la lista Billboard Bubbling Under Hot 100 y debutó en la lista Hot 100 el día 24 de diciembre en la posición 96, llegando a su máxima posición de 19. "Diva" alcanzó el número 7 en los EE. UU. en la lista Billboard Hot R&B/Hip-Hop Songs, que es su máxima posición hasta el momento. La canción se publicará oficialmente en enero del 2009 junto con "Halo"

## Remixes
- "Diva" (Unofficial Remix)" - Beyoncé feat Pleasure P, Ciara & Jim Jones
- "Diva (Unofficial/Showoff Remix)" - Beyoncé featuring Ciara & Termanology
- "Diva (Cover) - Ciara (Ciara covered the track "Diva" for her upcoming mixtape, entitled the Fantasy Ride Mixtape)
- "Diva (Cover) - Drew Sidora feat. Trina & JaMiss

## Canciones
Remixes Promo CD single
1. "Diva" (RedTop Vocal) - 6:34
2. "Diva" (Karmatronic Vocal) - 5:08

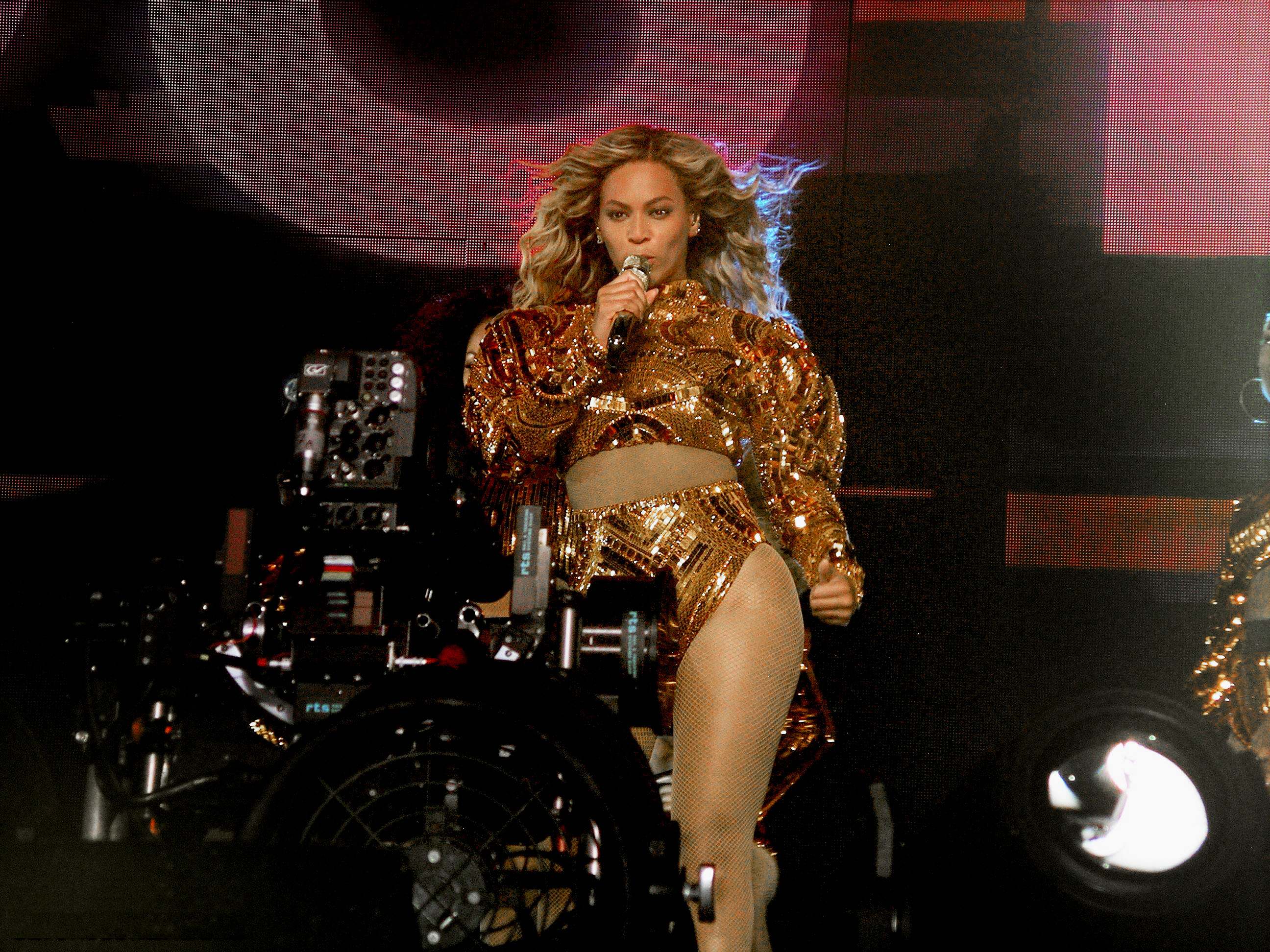
Beyonce interpretando Diva durante el The Formation World Tour en 2016.

3. "Diva" (DJ Escape & Tony Coluccio Vocal) - 6:45
4. "Diva" (Maurice Joshua Mojo Extended) - 6:53
5. "Diva" (Gomi & RasJek Mix) - 7:27
6. "Diva" (Jeff Barringer Vs. Fingaz Vocal) - 7:33

## Posicionamiento
| Listas (2008)                        | Posiciones |
| ------------------------------------ | ---------- |
| U.S. Billboard Hot 100               | 19         |
| U.S. Billboard Hot R&B/Hip-Hop Songs | 3          |
| U.S. Billboard Pop 100               | 48         |